# Judea

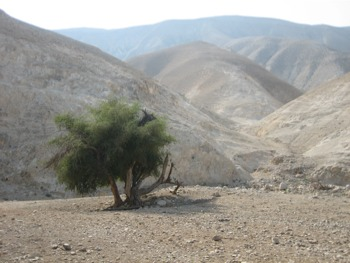
Judea

Judea (hebr. ‏יְהוּדָה‎, Jāhūdā, stgr. Ιουδαία, łac. Iudaea) – górzysta kraina geograficzna, położona w historycznej środkowej części Izraela/Palestyny. Obecnie terytorium to jest podzielone pomiędzy Izrael i Autonomię Palestyńską. Judea, to nazwa Królestwa Judy używana od IV w. p.n.e. po przejęciu władzy nad Judą przez Greków.

## Geografia

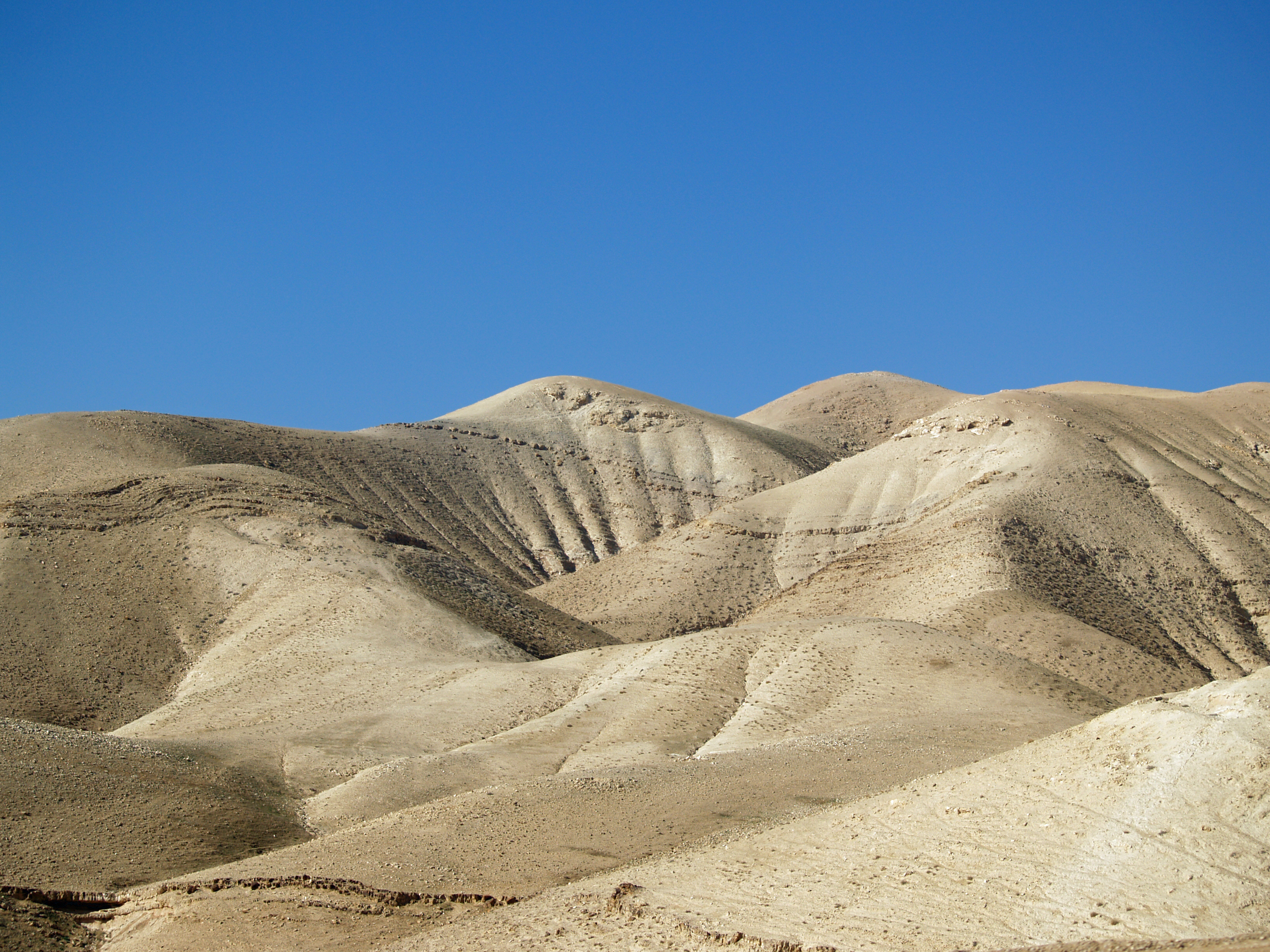
Wzgórza na pustyni w Judei

Judea to górzysty rejon, który można scharakteryzować jako kamienistą pustynię. Góry Judzkie dochodzą do wysokości 1020 m n.p.m. (góra Hebron na południu). Wzgórza obniżają się w kierunku południowym dochodząc do wysokości 400 m n.p.m.
Geograficznie rejon można podzielić na: wzgórza Hebronu, siodło Jerozolimy, wzgórza Betlejem i Pustynię Judzką, która dochodzi do Morza Martwego.
Na południu Judea przechodzi w pustynię Negew, na której dominują nagie skaliste szczyty oraz potężne płaskowyże poprzecinane głębokimi kanionami.
Głównymi miastami Judei są: Jerozolima, Betar Illit, Betlejem, Efrat, Gusz Ecjon, Jerycho i Hebron.

## Historia
Między X a VI w. p.n.e. istniało tu królestwo Judy ze stolicą w Jerozolimie. Powstało po śmierci króla Salomona i rozpadzie Izraela (ok. 930 p.n.e.) na królestwo północne (Izrael) ze stolicą w Samarii i południowe (Judę). Juda została podbita przez władcę babilońskiego Nabukadnezara II (Nabuchodonozora II) w 586 p.n.e., a znaczna część jej ludności została uprowadzona do Babilonu (niewola babilońska Żydów). Po podbiciu państwa babilońskiego przez Persów Juda została przekształcona w perską prowincję Jehud o dużym stopniu autonomii. Po jej zajęciu przez Aleksandra Macedońskiego w roku 332 p.n.e. upowszechniła się grecka nazwa Judy – Judea.

### Okres panowania rzymskiego
Po powstaniu Machabeuszów w II w. p.n.e. Judea odzyskała niezależność pod władzą Machabeuszów. W połowie I w. p.n.e. (pomiędzy 63 p.n.e. a 55 p.n.e.) dostała się w sferę wpływów rzymskich. Początkowo Rzymianie zarządzali Judeą przy pomocy podległych lokalnych władców (Machabeusze, Herod). Od 6 r. n.e. obszar Judei, Samarii i Galilei, czyli cała Palestyna, stał się, pod nazwą Judea, częścią rzymskiej prowincji Syrii.
W odległości około 11 km na południe od Jerozolimy król Herod I Wielki wybudował na wzgórzu swój pałac i fortecę Herodion. U podnóża góry powstało miasto, w którym król został pochowany.